# Dlouhý pochod
Dlouhý pochod (TZ: 長征 ZZ: 长征, pchin-jin: chángzhēng, český přepis: čchang-čeng) byl rozsáhlý ústup Rudé armády Komunistické strany Číny před Národní revoluční armádou Kuomintangu během čínské občanské války od října 1934 do října 1935. Dlouhý pochod se skládal z několika pochodů jednotlivých komunistických armád, které ustupovaly z jižní Číny na západ a poté na sever.
Nejznámějším Dlouhým pochodem byl ústup z provincie Ťiang-si, který začal v říjnu 1934. První Rudá armáda (TZ: 紅一方面軍 ZZ: 红一方面军 hóng yī fāngmiàn jūn) Čínské sovětské republiky čelila od září 1933 páté obkličovací kampani KMT (第五次圍剿 dì wǔ cì wéi jiǎo) vedené generalissimem Čankajškem proti komunistickým pozicím v Ťiang-si. Na přelomu září a října 1934 již komunistickým jednotkám v Ťiang-si hrozilo úplné vyhlazení. 16. října se jejich větší části podařilo prolomit obklíčení a zahájily ústup: nejprve na západ a poté na sever. Cestou se vedení ujali Mao Ce-tung a Čou En-laj. Vojsko muselo překonat členitý terén plný horských pásem, řek a bažin a probojovat se přes pozice jednotek Kuomintangu a místních militaristů, či čelit jejich útokům. Jednou z takových bitev bylo i obsazení a zajištění mostu Lu-ting v květnu 1935 – jediného mostu přes řeku Ta-tu v provincii S’-čchuan. Do Jen-anu v provincii Šen-si, který se stal novou základnou čínských komunistů, došlo v říjnu 1935 pouhých 7 tisíc příslušníků Maovy 1. Rudé armády, desetina původního počtu.
Podle Maova tvrzení 1. Rudá armáda na Dlouhém pochodu urazila 25 000 li (ca 14 tisíc km, v závislosti na přesné definici jednotky), ale již těsně po pochodu byl zveřejněn i nižší údaj 18 088 li (cca 10 tisíc km). Jocelyn & McEwen ve své práci změřili délku pochodu 1. Rudé armády na 6000 km, tedy méně než polovinu oficiální verze.
Dlouhý pochod znamenal vzestup autority Mao Ce-tunga a Čou En-laje, kteří si během pochodu svým vedením získali podporu v KS Číny a pro KS Číny se Dlouhý pochod stal legendou.